# 中井川俊一
中井川 俊一（なかいがわ しゅんいち、1963年4月16日 - ）は、日本の実業家。『廣済堂』取締役、『ワイエスフード』取締役会長、『ラス・カーズ・キャピタル』代表取締役社長。元『iXIT（イグジット）』代表取締役社長、元『Last Roots』社外取締役。東京都杉並区出身。青山学院大学経営学部卒業。

## 経歴
東京都杉並区生まれ。青山学院大学経営学部を卒業。
1988年（昭和63年）4月『ワールド証券』（現SBI証券）を入社。
1996年（平成8年）6月『エイチ・アイ・エス』に転職。1998年（平成10年）から『スカイマークエアラインズ』（現スカイマーク）経営企画室長、営業本部長、社長室長を経て、2004年（平成16年）『バリュークリエーション』代表取締役に就任。
2007年（平成19年）6月『澤田ホールディングス』常務取締役（～2017年）、2007年（平成19年）11月『エイチ・エス証券』代表取締役専務に就任。
2008年（平成20年）1月『エイチエスインターナショナルアジア』（～2018年）、同年2月『ラオックス』取締役（～2011年）に就任。
2009年（平成21年）11月『エイチ・エス証券』代表取締役社長（～2013年）に就任。
2013年（平成25年）1月『アスコット』代表取締役会長（～2016年）に就任。
2014年（平成26年）6月『外為どっとコム』取締役に（～2017年）就任。
2016年（平成28年）4月『アスコット』取締役会長、同年4月（平成28年）『iXIT（イグジット）』代表取締役社長（～2020年）に就任。
2017年（平成29年）11月『Last Roots』社外取締役（～2019年）に就任。
2019年（令和元年）4月『飯綱東高原観光開発』取締役に就任。
2021年（令和3年）2月『ラス・カーズ・キャピタル』代表取締役社長、同年6月『ワイエスフード』取締役会長、同年（令和3年）6月28日『廣済堂』取締役に就任。

## 雑誌
- 『月刊BOSS』（経営塾）- interview 中井川俊一「エイチ・エス証券社長に聞く 「円安シフト」は時間の問題 いまこそ海外投資のチャンス」[9]
- 『経済界』（フェイス出版） - INTERVIEW 澤田ホールディングス・中井川俊一常務「出資先のロシア銀を極東一に育て業績拡大を図る」[9]
- 『ロシアNIS調査月報』（ロシアNIS貿易会） - ビジネス最前線 中井川俊一 Interview「ロシア極東向け金融の地歩を固める」[9]